# Promachus xanthotrichus
Promachus xanthotrichus là một loài ruồi trong họ Asilidae. Promachus xanthotrichus được Bezzi miêu tả năm 1908.